# Округ Ричланд (Луизијана)
Ричланд (енгл. Richland Parish) је округ у америчкој савезној држави Луизијана.

## Демографија
По попису из 2010. године број становника је 20.725, што је 256 (-1,2%) становника мање него 2000. године.
| Група             | 2000.          | 2010.          |
| Белци             | 12.667 (60,4%) | 12.714 (61,3%) |
| Афроамериканци    | 7.974 (38,0%)  | 7.454 (36,0%)  |
| Азијати           | 37 (0,2%)      | 55 (0,3%)      |
| Хиспаноамериканци | 227 (1,1%)     | 332 (1,6%)     |
| Укупно            | 20.981         | 20.725         |